# Microprosthema lubricum
Microprosthema lubricum is een tienpotigensoort uit de familie van de Spongicolidae. De wetenschappelijke naam van de soort is voor het eerst geldig gepubliceerd in 2011 door Saito & Okuno.